# Massacro di Sharpeville
Il massacro di Sharpeville avvenne in Sudafrica il 21 marzo 1960, nel periodo di massima intensità delle proteste popolari contro la politica dell'apartheid messa in atto dal National Party. Durante una manifestazione pacifica a Sharpeville, la polizia sudafricana aprì il fuoco sulla folla dei dimostranti, uccidendo 70 persone.

## Storia

### Motivi della manifestazione
La manifestazione di Sharpeville era stata organizzata dal Pan Africanist Congress (PAC) per protestare contro il decreto governativo dello Urban Areas Act, informalmente chiamato pass law ("legge del lasciapassare"). Questa legge prevedeva che i cittadini sudafricani neri dovessero esibire uno speciale permesso se fossero stati fermati dalla polizia in un'area riservata ai bianchi. I lasciapassare venivano concessi solo ai neri che avevano un impiego regolare nell'area in questione.

### Il massacro
I dimostranti (in numero compreso fra 5.000 e 7.000) si radunarono verso le 10 del mattino presso la stazione di polizia di Sharpeville, nell'odierno Gauteng; si dichiararono sprovvisti di lasciapassare e chiesero alla polizia di arrestarli. Le autorità usarono diverse forme di intimidazione per disperdere la folla, inclusi caccia militari in volo radente e lo schieramento di veicoli blindati della polizia. Alle 13:15, la polizia aprì il fuoco sulla folla. Secondo i dati ufficiali furono uccise 70 persone (inclusi 8 donne e 10 bambini) e oltre 180 furono ferite.
I motivi per cui la polizia decise di aprire il fuoco sono stati a lungo indagati. L'ufficiale in comando in seguito dichiarò che i dimostranti avevano iniziato a lanciare sassi, e che ad aprire il fuoco furono alcuni poliziotti meno esperti, senza che fosse impartito alcun ordine in merito. Un certo grado di nervosismo nelle file della polizia poteva essere dovuto al fatto che poche settimane prima alcuni poliziotti erano stati uccisi a Cato Manor.
Le indagini della Commissione per la verità e la riconciliazione stabilirono che "la decisione di aprire il fuoco era stata in qualche misura deliberata" e che c'era stata una "grossolana violazione dei diritti umani, in quanto era stata usata una violenza eccessiva e non necessaria per fermare una folla disarmata". La polizia continuò a sparare anche mentre i dimostranti fuggivano, e molte delle vittime furono colpite alla schiena.

### Conseguenze
La notizia del massacro contribuì a creare una escalation della tensione fra i neri e il governo bianco. In risposta al diffondersi della protesta, il 30 marzo il governo dichiarò la legge marziale. Seguirono oltre 18.000 arresti.
Il 1º aprile, il Consiglio di sicurezza delle Nazioni Unite condannò ufficialmente l'operato del governo sudafricano con la risoluzione 134. Il massacro divenne un punto di svolta nella storia sudafricana, dando inizio al progressivo isolamento internazionale del governo del National Party. Il massacro di Sharpeville fu anche uno dei motivi che convinsero il Commonwealth a estromettere il Sudafrica.

## Commemorazione
In ricordo del massacro avvenuto 45 anni prima, il 21 marzo 2005 è stato dichiarato dall'ONU "Giornata internazionale per l'eliminazione della discriminazione razziale".
In Sudafrica, a partire dal 1994, il 21 marzo si celebra la Giornata dei diritti umani.